# Любовнянський град
Любовнянський Град (словац. Ľubovniansky hrad), замок у Словаччині.

## Місцезнаходження
На північній околиці Старої Любовні.

## Історія
Замок виник скоріше за все наприкінці XIII століття, лише як прикордонна сторожова фортеця на торговому шляху до Польщі. За деякими джерелами його побудував в 1280 році польський князь Болеслав, зять Бели IV. Вперше ж замок згадується в 1311 році. У 1412—1772 роках замок був поряд з іншими спішськими містами дано Польщі як заставу за королівський борг, де-юре залишаючись угорським, де-факто польським. У 1553 році замок був пошкоджений великою пожежею, а в 1555 р. замок почав перебудовуватися. У XVII столітті замок був розширений і знову перебудований. В наш час[коли?] замок реставрується. У замку знаходиться Любовнянський Музей.

## Інтер'єр

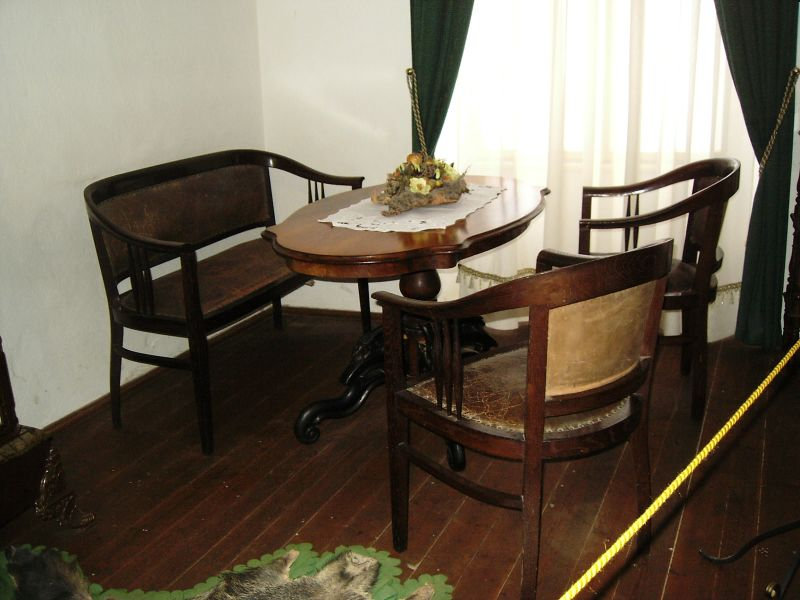
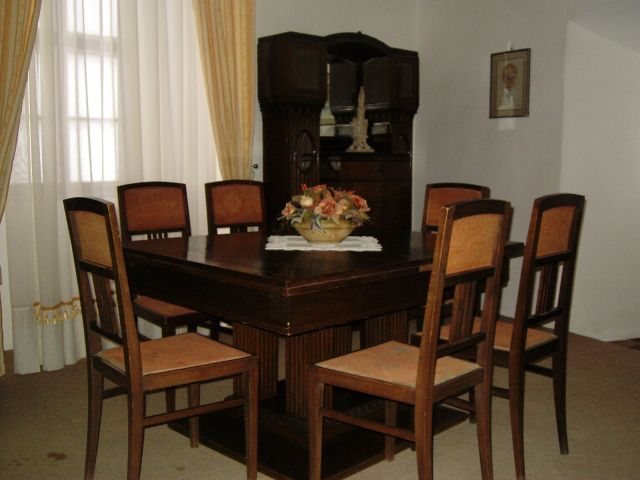
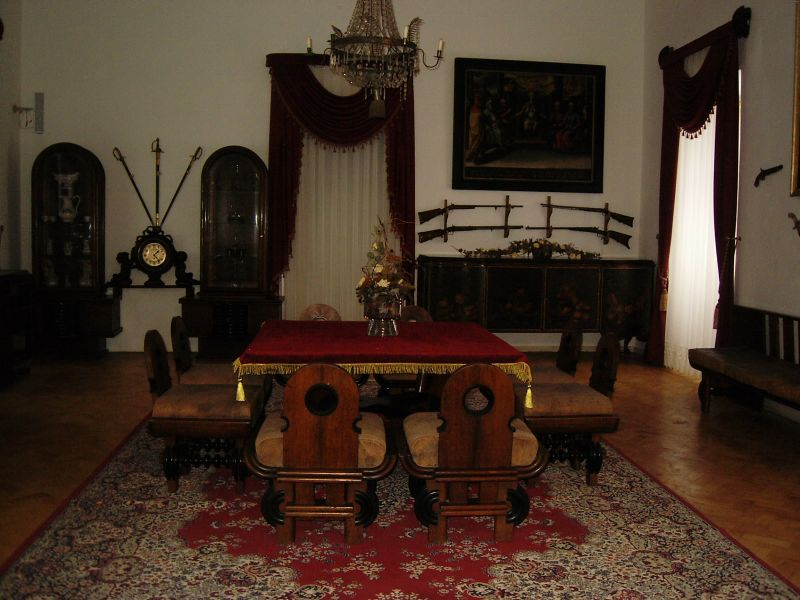

## Галерея

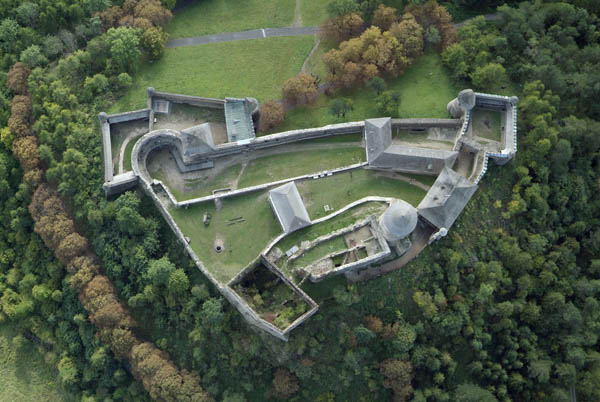
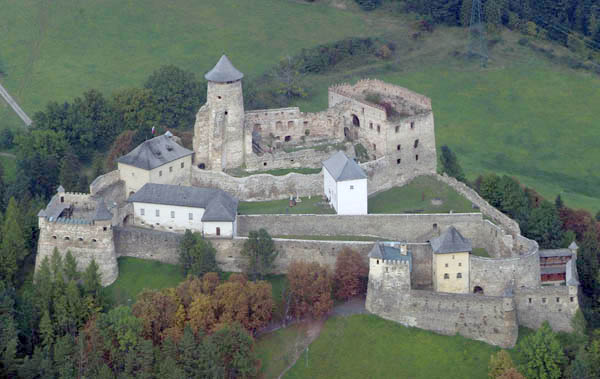
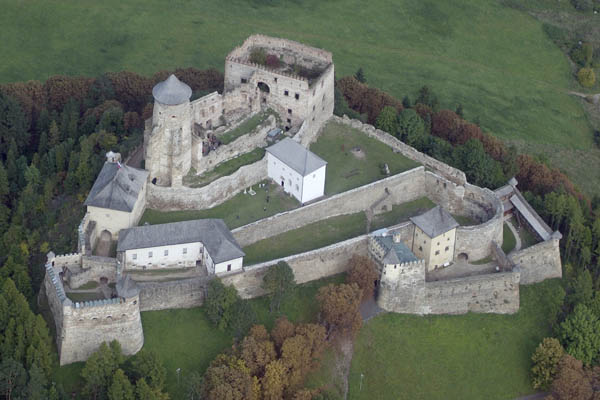
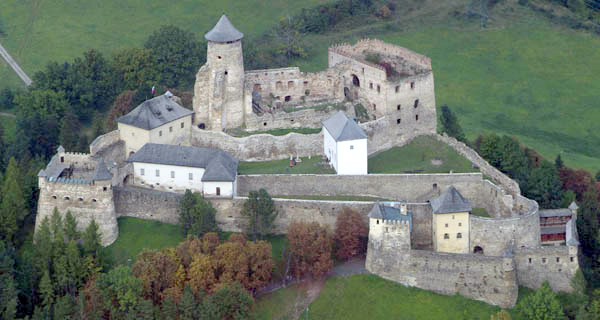